# Satellite Award/Film/Bester Film
Mit dem Satellite Award Bester Film werden die Filme geehrt, die filmkünstlerisch herausragend umgesetzt worden sind. Vor 2011 gab es diese Auszeichnung sowohl für den besten Film der Kategorie Drama als auch für den besten Film der Kategorie Komödie/Musical. Ab 2016 gibt es diesen Preis sowohl für „Major-“ als auch „Independent-Filme“. Ab 2019 kehrte man wieder zu den anfänglichen Kategorien zurück.
Es werden immer jeweils die Filme des Vorjahres ausgezeichnet.

## Nominierungen und Gewinner

### Bester Film – Drama (1996–2010)
| Jahr | Preisträger                          | Regie             | Nominierungen |
| ---- | ------------------------------------ | ----------------- | --- |
| 1996 | Fargo                                | Joel Coen         | Der englische Patient Lone Star Lügen und Geheimnisse Shine – Der Weg ins Licht Trainspotting – Neue Helden                                                                              |
| 1997 | Titanic                              | James Cameron     | Amistad Boogie Nights Good Will Hunting L.A. Confidential |
| 1998 | Der schmale Grat                     | Terrence Malick   | Elizabeth Der General Gods and Monsters Der Soldat James Ryan |
| 1999 | Insider                              | Michael Mann      | American Beauty Boys Don’t Cry Magnolia Schnee, der auf Zedern fällt Der talentierte Mr. Ripley                                                                                          |
| 2000 | Traffic – Macht des Kartells         | Steven Soderbergh | Billy Elliot – I Will Dance Dancer in the Dark Erin Brockovich Gladiator Quills – Macht der Besessenheit                                                                                 |
| 2001 | In the Bedroom                       | Todd Field        | The Deep End – Trügerische Stille Memento The Others Sexy Beast |
| 2002 | Dem Himmel so fern                   | Todd Haynes       | Antwone Fisher The Hours – Von Ewigkeit zu Ewigkeit Der Herr der Ringe: Die zwei Türme Der stille Amerikaner Road to Perdition                                                           |
| 2003 | In America                           | Jim Sheridan      | Last Samurai Der Herr der Ringe: Die Rückkehr des Königs Master & Commander – Bis ans Ende der Welt Mystic River Dreizehn Whale Rider                                                    |
| 2004 | Hotel Ruanda                         | Terry George      | Aviator Kill Bill – Volume 2 Master & Commander – Bis ans Ende der Welt Kinsey – Die Wahrheit über Sex Maria voll der Gnade Vera Drake                                                   |
| 2005 | Brokeback Mountain                   | Ang Lee           | A History of Violence Capote Das Comeback Die Geisha The War Within |
| 2006 | Departed – Unter Feinden             | Martin Scorsese   | Babel Flags of Our Fathers Half Nelson Der letzte König von Schottland – In den Fängen der Macht Little Children Die Queen                                                               |
| 2007 | No Country for Old Men               | Joel Coen         | Die Regeln der Gewalt Tödliche Entscheidung – Before the Devil Knows You’re Dead An ihrer Seite Tödliche Versprechen – Eastern Promises Todeszug nach Yuma                               |
| 2008 | Slumdog Millionär                    | Danny Boyle       | Frost/Nixon Frozen River Milk Der Vorleser Zeiten des Aufruhrs |
| 2009 | Tödliches Kommando – The Hurt Locker | Kathryn Bigelow   | Bright Star An Education The Messenger – Die letzte Nachricht Precious – Das Leben ist kostbar The Stoning of Soraya M.                                                                  |
| 2010 | The Social Network                   | David Fincher     | The King’s Speech Winter’s Bone The Town – Stadt ohne Gnade Inception Der Ghostwriter Am Ende des Weges – Eine wahre Lügengeschichte Blue Valentine Königreich des Verbrechens 127 Hours |

### Bester Film – Komödie/Musical (1996–2010)
| Jahr | Preisträger                                        | Regie           | Nominierungen |
| ---- | -------------------------------------------------- | --------------- | --- |
| 1996 | Evita                                              | Alan Parker     | Cold Comfort Farm Alle sagen: I love you Flirting with Disaster – Ein Unheil kommt selten allein Swingers                       |
| 1997 | Besser geht’s nicht                                | James L. Brooks | Harry außer sich Ganz oder gar nicht In & Out Die Hochzeit meines besten Freundes                                               |
| 1998 | Shakespeare in Love                                | John Madden     | Little Voice Pleasantville – Zu schön, um wahr zu sein Lang lebe Ned Devine! e-m@il für Dich                                    |
| 1999 | Being John Malkovich                               | Spike Jonze     | Bowfingers große Nummer Ich liebe Dick Election Ein perfekter Ehemann Notting Hill                                              |
| 2000 | Nurse Betty                                        | Neil LaBute     | Almost Famous – Fast berühmt Best in Show O Brother, Where Art Thou? – Eine Mississippi-Odyssee State and Main Die WonderBoys   |
| 2001 | Moulin Rouge                                       | Baz Luhrmann    | Bridget Jones – Schokolade zum Frühstück Gosford Park Hedwig and the Angry Inch Die Royal Tenenbaums                            |
| 2002 | My Big Fat Greek Wedding – Hochzeit auf griechisch | Joel Zwick      | About a Boy oder: Der Tag der toten Ente Adaption – Der Orchideen-Dieb Igby Punch-Drunk Love                                    |
| 2003 | Lost in Translation                                | Sofia Coppola   | American Splendor Bad Santa Kick It Like Beckham A Mighty Wind Fluch der Karibik                                                |
| 2004 | Sideways                                           | Alexander Payne | Die Tiefseetaucher Der Kaufmann von Venedig Napoleon Dynamite Das Phantom der Oper Ray                                          |
| 2005 | Walk the Line                                      | James Mangold   | Rent Shopgirl Hustle & Flow Happy Endings Kung Fu Hustle                                                                        |
| 2006 | Dreamgirls                                         | Bill Condon     | Der Teufel trägt Prada Little Miss Sunshine Schräger als Fiktion Thank You for Smoking Venus                                    |
| 2007 | Juno                                               | Jason Reitman   | Hairspray Shoot ’Em Up Lars und die Frauen Beim ersten Mal Margot und die Hochzeit                                              |
| 2008 | Happy-Go-Lucky                                     | Mike Leigh      | Choke – Der Simulant Brügge sehen… und sterben? Nick und Norah – Soundtrack einer Nacht Tropic Thunder Vicky Cristina Barcelona |
| 2009 | Nine                                               | Rob Marshall    | A Serious Man Wenn Liebe so einfach wäre Julie & Julia Der Informant! Up in the Air                                             |
| 2010 | Scott Pilgrim gegen den Rest der Welt              | Edgar Wright    | R.E.D. – Älter, Härter, Besser Please Give Die etwas anderen Cops We Want Sex The Kids Are All Right Cyrus                      |

### Bester Film (2011–2018)
| Jahr | Preisträger                                                                       | Regie                            | Nominierungen |
| ---- | --------------------------------------------------------------------------------- | -------------------------------- | --- |
| 2011 | The Descendants – Familie und andere Angelegenheiten                              | Alexander Payne                  | The Artist Dame, König, As, Spion Drive Gefährten The Help Hugo Cabret Die Kunst zu gewinnen – Moneyball Midnight in Paris Shame                                                                                       |
| 2012 | Silver Linings                                                                    | David O. Russell                 | James Bond 007: Skyfall Lincoln The Sessions – Wenn Worte berühren Argo Beasts of the Southern Wild Zero Dark Thirty Life of Pi: Schiffbruch mit Tiger Moonrise Kingdom Les Misérables                                 |
| 2013 | 12 Years a Slave                                                                  | Steve McQueen                    | All Is Lost American Hustle Blue Jasmine Captain Phillips Gravity Inside Llewyn Davis Philomena Saving Mr. Banks The Wolf of Wall Street                                                                               |
| 2014 | Birdman oder (Die unverhoffte Macht der Ahnungslosigkeit)                         | Alejandro González Iñárritu      | Boyhood Gone Girl – Das perfekte Opfer Grand Budapest Hotel The Imitation Game – Ein streng geheimes Leben Liebe geht seltsame Wege Mr. Turner – Meister des Lichts Selma Die Entdeckung der Unendlichkeit Whiplash    |
| 2015 | Spotlight                                                                         | Tom McCarthy                     | The Big Short Black Mass Bridge of Spies – Der Unterhändler Brooklyn – Eine Liebe zwischen zwei Welten Carol Der Marsianer – Rettet Mark Watney Raum The Revenant – Der Rückkehrer Sicario                             |
| 2016 | La La Land (Major) Manchester by the Sea (Independent)                            | Damien Chazelle Kenneth Lonergan | Captain Fantastic – Einmal Wildnis und zurück Fences Hacksaw Ridge – Die Entscheidung Hell or High Water Hidden Figures – Unerkannte Heldinnen Jackie: Die First Lady Lion Loving Moonlight Nocturnal Animals          |
| 2017 | Three Billboards Outside Ebbing, Missouri (Major) God’s Own Country (Independent) | Martin McDonagh Francis Lee      | The Big Sick Dunkirk Get Out Call Me by Your Name I, Tonya Lady Bird Mudbound Shape of Water – Das Flüstern des Wassers                                                                                                |
| 2018 | If Beale Street Could Talk (Major) BlacKkKlansman (Independent)                   | Barry Jenkins Spike Lee          | Black Panther (Major) Aufbruch zum Mond Hereditary – Das Vermächtnis Maria Stuart, Königin von Schottland Widows – Tödliche Witwen Eighth Grade (Independent) First Reformed Leave No Trace Private Life A Private War |

### Bester Film – Drama (ab 2019)
| Jahr | Preisträger                                     | Regie             | Nominierungen |
| ---- | ----------------------------------------------- | ----------------- | --- |
| 2019 | Le Mans 66 – Gegen jede Chance (Ford v Ferrari) | James Mangold     | 1917 Bombshell – Das Ende des Schweigens Burning Cane Joker Der Leuchtturm Marriage Story Die zwei Päpste                                                                     |
| 2020 | Nomadland                                       | Chloé Zhao        | The Father Ma Rainey’s Black Bottom Minari – Wo wir Wurzeln schlagen Miss Juneteenth One Night in Miami Promising Young Woman Sound of Metal Tenet The Trial of the Chicago 7 |
| 2021 | Belfast                                         | Kenneth Branagh   | CODA Dune East of the Mountains King Richard Frau im Dunkeln The Power of the Dog Spencer                                                                                     |
| 2022 | Top Gun: Maverick                               | Joseph Kosinski   | Avatar: The Way of Water Black Panther: Wakanda Forever Die Fabelmans Living – Einmal wirklich leben Tár Till – Kampf um die Wahrheit Die Aussprache                          |
| 2023 | Oppenheimer                                     | Christopher Nolan | Ferrari Killers of the Flower Moon Maestro May December Past Lives – In einem anderen Leben                                                                                   |
| 2024 | Der Brutalist                                   | Brady Corbet      | Die Gesandte des Papstes Dune: Part Two Die junge Frau und das Meer Konklave Nickel Boys The Order Sing Sing                                                                  |

### Bester Film – Komödie/Musical (ab 2019)
| Jahr | Preisträger                       | Regie                        | Nominierungen                                                                                               |
| ---- | --------------------------------- | ---------------------------- | --- |
| 2019 | Once Upon a Time in Hollywood     | Quentin Tarantino            | The Farewell Hustlers Knives Out – Mord ist Familiensache Rocketman Der schwarze Diamant                    |
| 2020 | Mein 40-jähriges Ich              | Radha Blank                  | Borat Anschluss Moviefilm David Copperfield – Einmal Reichtum und zurück Hamilton On the Rocks Palm Springs |
| 2021 | Tick, Tick… Boom!                 | Lin-Manuel Miranda           | Cyrano The French Dispatch In the Heights Licorice Pizza Respect                                            |
| 2022 | Everything Everywhere All at Once | Daniel Kwan Daniel Scheinert | The Banshees of Inisherin Elvis Glass Onion: A Knives Out Mystery RRR Triangle of Sadness                   |
| 2023 | The Holdovers                     | Alexander Payne              | Amerikanische Fiktion Barbie Dream Scenario Georgie Poor Things                                             |
| 2024 | Anora                             | Sean Baker                   | Ghostlight A Killer Romance LaRoy A Real Pain The Substance Thelma – Rache war nie süßer Wicked             |